# Harriet, the Woman called Moses
Harriet, the Woman called Moses är en opera i två akter med musik och libretto av Thea Musgrave. Operan hade premiär den 1 mars 1985 på Harrison Opera House i Norfolk, Virginia.

## Historia

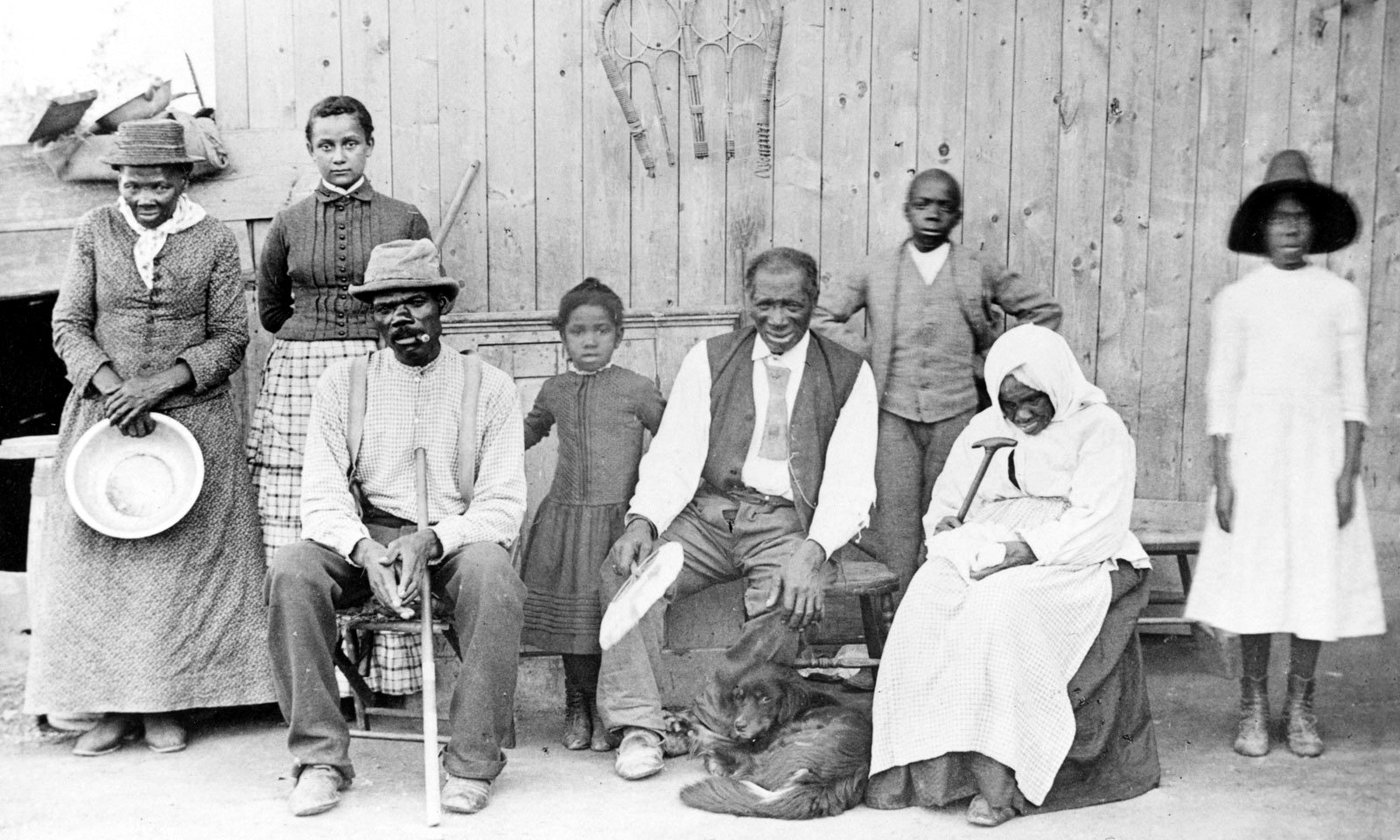
Harriet Tubman längst till vänster med delar av sin familj, ca 1885.

Musgraves text bygger på den sanna historien Harriet Tubman, en afro-amerikansk slav från Maryland som rymde från sin slavägare 1849. Därefter hjälpte hon andra slavar att fly till Kanada genom flyktvägen Underjordiska järnvägen. Abolitionisten William Lloyd Garrison kallade henne "Moses", som anspelar på den bibliske Mose.
Liksom i sina andra operor väver Musgrave in traditionellt musikmaterial (Negro spirituals och andra former av amerikansk folkmusik) i sin egen post-tonala musikstil. Operan beställdes av Virginia Opera Association och hade premiär den 1 mars 1985 på Harrison Opera House i Norfolk, Virginia. Musgraves make Peter Mark dirigerade och operan spelades åtta gånger. Senare reviderade Musgrave operan till en mindre produktion, The Story of Harriet Tubman, för att göra operan tillgänglig för mindre operahus.

## Personer
- Harriet (Harriet Tubman) (sopran)
- Rit, Harriets moder (mezzosopran)
- Benji, Harriets broder (tenor)
- Josiah, Harriets fästman (baryton)
- Mr. Garrett (baryton)
- Preston, en slavägare (tenor)
- Old Master, Prestons fader (bas)
- Ben, Harriets fader (bas)
- Mr. McLeod, plantageförman (tenor)
- Edward Covey (bas)

## Handling

### Akt I
Slavinnan Harriet har rymt och gömmer sig nu i Thomas Garrets hus i Delaware. I en dröm hör hon hur slavarna som lämnades kvar ropar "Moses! Moses! Befria oss ur slaveriet!" Hon förflyttas bakåt i tiden och återupplever livet på plantagen och hur plantageägarens son Preston försökte förföra henne, samt hur hon förälskade sig slaven Josiah. När hon vaknar svär hon att återvända till Södern och hjälpa till att frige sitt folk.

### Akt II
Harriet är med och ser till att frigivna slavar sätts i säkerhet. I Maryland misstänks hon för att vara den man som kallas för "Moses" och som har hjälpt frige många slavar. Trots Garrets varning och Josiahs böner svär hon att återvända en sista gång för att frige sina föräldrar och syskon. Efter många händelser lyckas Harriet, Josiah och hennes familj fly till Kanada, förföljda av Preston. Just som de ska korsa gränsen till Kanada försöker Preston skjuta Harriet. Kulan missar henne och träffar Josiah, som dör i hennes armar.